# Akō
Akō (赤穂市 Akō-shi?) es una ciudad localizada en el suroeste de la prefectura de Hyōgo, Japón.
En el 30 de abril de 2011, la ciudad tenía una población estimada de 50 902 personas, con 19 841 hogares y una densidad de población de 401,18 personas por km². El área total es de 126,88 km².
La ciudad fue oficialmente fundada el 1 de septiembre de 1951. La ciudad da al mar interior de Seto y durante la época feudal su principal industria fue la de la producción de sal. Otras industrias son la pesca y el turismo gracias a la historia de los 47 ronin en 1703.